# Archaeotinodes exaratus
Archaeotinodes exaratus is een fossiele soort schietmot uit de familie Ecnomidae.